# Phyllodes
Phyllodes (лат.) — тропический род бабочек из семейства Erebidae. Широко распространены в тропиках и субтропиках Юго-Восточной Азии, Индии. Довольно изменчивы в окраске.

## Описание
Крупные и средних размеров бабочки с размахом крыльев до 130 мм. Тело и крылья опушены густыми волосками. 
Передние крылья — коричневые с более тёмными тонкими поперечными линиями и почковидным пятном у переднего края, своим видом подражают сухому листу. Вершина передних крыльев заострена. При складывании они маскируют более яркие задние крылья. Задние крылья с крупными красными, красноватыми, розовыми или оранжевыми пятнами округлой формы.

## Классификация
- Phyllodes consobrina Westwood, 1848
- Phyllodes conspicillator Cramer, [1777]
- Phyllodes eyndhovii Vollenhoven, 1858
- Phyllodes imperialis Druce, 1888
- Phyllodes staudingeri Semper, 1901
- Phyllodes verhuelli Vollenhoven, 1858